# کشتار قانا
کشتار قانا در ۱۸ آوریل ۱۹۹۶ رخ داد که در آن ارتش اسرائیل محوطه سازمان ملل روستای قانا در جنوب لبنان را زیر آتش سنگین توپخانه‌ای قرار داد. در جریان این حمله از ۸۰۰ پناهجوی غیرنظامی لبنانی، ۱۰۶ نفر کشته و ۱۱۶ نفر زخمی شدند. ۴ سرباز فیجیایی نیروهای حافظ صلح سازمان ملل نیز به شدت زخمی شدند.
این حمله در جریان نبردهای شدید بین نیروهای دفاعی اسرائیل و حزب‌الله در جریان عملیات انگورهای خشم صورت گرفت. بعداً تحقیقات سازمان ملل اظهار داشت که گلوله‌باران اسرائیل عمدی بوده‌است براساس شواهد ویدئویی نشان می‌داد که یک هواپیمای بدون سرنشین شناسایی اسرائیلی قبل از گلوله‌باران بر فراز محوطه بود. دولت اسرائیل در ابتدا وجود هواپیمای بدون سرنشین را انکار کرد اما پس از اعلام شواهد ویدئویی گفت که این هواپیمای بدون سرنشین مأموریت دیگری داشته‌است.
۷۴۵ نفر در یکی از محوطه‌های سازمان ملل در قانا که در نقشه‌های اسرائیل کاملاً مشخص شده بود و دارای علائم سفید و سیاه سازمان ملل بودند، پناه گرفتند. تا ۱۶ آوریل، اسرائیل بیش از ۳۰۰۰ گلوله شلیک می‌کرد، روزانه ۲۰۰ حمله موشکی به لبنان انجام می‌شد و از قایق‌های اسلحه در جاده‌های شلوغ پناهندگان به بیروت شلیک می‌کردند. در ۱۸ آوریل از ۶۰۰ تا ۸۰۰ پناهنده بیروت در آنجا مسقر بودند.
یک فیلم ضبط شده توسط یک سرباز نیروهای حافظ صلح سازمان ملل مستقر در لبنان نشان داد که یک هواپیمای بدون سرنشین و دو هلی کوپتر در زمان گلوله‌باران در مجاورت این منطقه وجود دارد. سخنگوی دولت اسرائیل وجود هواپیمای بدون سرنشین را در منطقه تأیید کرد، اما اظهار داشت که غیرنظامیان را در محوطه شناسایی نمی‌کند. ارتش اسرائیل در ابتدا و به‌طور مکرر، در پاسخ به بازپرس سازمان ملل، ژنرال فرانک ون کاپن، ادعا کرد که هیچ پهپادی در منطقه قبل یا در حین گلوله‌باران پرواز نمی‌کرد. همه شاهدان عینی شهادت دادند که در هنگام حمله یک هواپیمای بدون سرنشین بدون خلبان در بالای اردوگاه بود. حقیقت تنها زمانی آشکار شد که سرباز نیروهای حافظ صلح سازمان ملل مستقر در لبنان (UNIFIL) نوار را مخفیانه به روزنامه‌نگار مستقر در بیروت، رابرت فیسک تحویل داد. فیسک فیلم را به روزنامه خود، ایندیپندنت، ارسال کرد که در مقاله ای که در تاریخ ۶ مه منتشر شد، تصاویر فیلم را منتشر کرد.

## اظهارات اسرائیلی‌ها
دولت اسرائیل بلافاصله اعلام کرد این منطقه "به دلیل هدف گذاری نادرست بر اساس داده‌های اشتباه" مورد اصابت قرار گرفته‌است. معاون ستاد ارتش ماتان ویلنای اظهار داشت توپچی‌های اسرائیلی از نقشه‌های منسوخ منطقه استفاده می‌کردند. وی همچنین اظهار داشت که توپچی‌ها محاسبه غلط در شلیک گلوله‌ها را انجام داده‌اند. شیمون پرز گفت: "ما نمی‌دانستیم که چند صد نفر در آن اردوگاه متمرکز شده‌اند. این برای ما یک غافلگیری تلخ بود. " به دنبال این حمله، سرلشکر آمنون شاهاک، رئیس ستاد ارتش اسرائیل، در یک کنفرانس مطبوعاتی در تل آویو در ۱۸ آوریل از این گلوله‌باران دفاع کرد: "من در قضاوت هیچ اشتباهی نمی‌بینم … ما در آنجا [در قانا] با حزب‌الله جنگیدیم، و وقتی آنها ما را شلیک می‌کنند، ما برای دفاع از خود به سمت آنها شلیک خواهیم کرد … من هیچ قاعده دیگری از این بازی را نمی‌دانم، چه برای ارتش و چه برای غیرنظامیان … "

## گزارش عفو بین‌الملل
عفو بین‌الملل با استفاده از مصاحبه با کارمندان یونیفیل و غیرنظامیان در محوطه از ارتش اسرائیل، درمورد این حادثه تحقیقات محلی را با همکاری کارشناسان نظامی انجام داد. عفو بین‌الملل نتیجه‌گیری کرد، "ارتش اسرائیل عمداً به محوطه سازمان ملل حمله کرد، اگرچه انگیزه‌های این کار هنوز مشخص نیست. ارتش اسرائیل نتوانسته‌است ادعای خود مبنی بر اشتباه بودن حمله را اثبات کند. حتی اگر این کار را بکنند، آنها همچنان مسئولیت کشتن بسیاری از غیرنظامیان را به عهده می‌گیرند، زیرا این خطر را انجام می‌دهند تا حمله ای بسیار نزدیک به سازمان ملل متحد انجام دهند. "

## دیده‌بان حقوق بشر
دیده‌بان حقوق بشر "تصمیم کسانی که قصد حمله را داشتند برای انتخاب ترکیبی از گلوله‌های توپ با مواد منفجره بالا که شامل گلوله‌های کشنده طراحی شده برای به حداکثر رساندن صدمات روی زمین بود - و شلیک مداوم این گلوله‌ها، بدون هشدار، در نزدیکی تمرکز زیادی از غیرنظامیان - یک اصل اساسی حقوق بشردوستانه بین‌المللی را نقض کرد. "

## رای مجمع عمومی سازمان ملل
مجمع عمومی سازمان ملل متحد با ۶۶ رای موافق با ۵۹ رای ممتنع، رای‌گیری مخالف ایالات متحده و اسرائیل) تصمیم گرفت که ۱٫۷ میلیون دلار هزینه تعمیرات دفتر UNIFIL توسط اسرائیل پرداخت شود.

## شکایت بستگان قربانیان
در ۱۵ دسامبر ۲۰۰۵، بستگان قربانیان ، در دادگاه واشینگتن دی سی ، علیه رئیس دفتر سابق ارتش اسرائیل، موشه یاالون به دلیل نقش وی در کشتار شکایت کردند. این شکایت توسط مرکز حقوق اساسی تنظیم شده بود. گفته می‌شود یاالون، که یکی از محققان مدعو در واشینگتن بود، از ارائه مقالات ارائه شده در دادخواست خودداری کرد. از جمله شاکیانی که در این دادخواست نام برده شده‌است، سعدالله علی بلهاس و پسرش علی سعدالله بلهاس هستند که ۳۱ نفر از اعضای خانواده خود را در این گلوله‌باران از جمله همسران و ۱۲ فرزندشان از دست دادند. دادگاه منطقه ای ایالات متحده شکایت را در سال ۲۰۰۶ رد کرد به این دلیل که یاالون طبق قانون مصونیت‌های حاکمیت خارجی حق مصونیت داشت. دادگاه تجدیدنظر ایالات متحده در ناحیه کلمبیا تصمیم دادگاه را به دلیل عدم صلاحیت موضوع در سال ۲۰۰۸ تأیید کرد.